# Der Weg durch den Februar
Der Weg durch den Februar ist der dritte Roman von Anna Seghers, erschienen 1935 in Paris.
Die Autorin malt ein Bild des Österreichischen Bürgerkrieges, der Mitte Februar 1934 zahlreiche Todesopfer forderte. Der Schutzbund, eine paramilitärische Truppe der österreichischen Sozialdemokratischen Arbeiterpartei, unterliegt im erbitterten Kampf der Heimwehr sowie der Exekutive (Bundesheer, Polizei, Gendarmerie) der Regierung Dollfuß.

## Inhalt
Wenige Schicksale werden aus der Fülle des Stoffes herausgegriffen. Anna Seghers schreibt im Vorwort, sie habe im Roman die Personen- und Straßennamen verändert.
Kroytner stirbt in Wien
Der Leser wird mit dem Schutzbündler Kroytner vor den eigentlichen Kampfhandlungen in einer Wiener Wohnung bekannt gemacht. Die Ehefrau eines anderen Kämpfers hat den sozialdemokratischen Arzt Dr. Bildt an das Sterbelager ihres Gatten gerufen. Der Unglückliche hat sich – wahrscheinlich beim Basteln einer Bombe – die Hand zerfetzt. Er verblutet. Dr. Bildt kann nichts ausrichten. Kroytner, „ein Bursch von fünfundzwanzig Jahren, hell und straff“, taucht in der Wohnung auf und will den „Genossen Doktor“ zum Fälschen des Totenscheines überreden. Niemand, nicht einmal die Ehefrau, soll die Todesursache erfahren. Weil Kroytner 1933 für den Schutzbund etliche Aktionen mutig durchgeführt hat, soll er „Ersatzmann“ des Leiters Franz werden. Seine Ehefrau ist stolz auf ihn. Sie weiß, dass er eine „heikle Parteisache“ nach der anderen erledigt und gibt sich gelassen. Nachdem Franz verhaftet wurde, macht Kroytner ohne Beschluss der Parteileitung den Ersatzmann. Er ruft die Schutzbündler zum bewaffneten Kampf auf. Seine Frau weint. Sie ist erfreut und erschrocken zugleich. Als alles verloren ist, hält es Kroytner zu Hause nicht aus. Er streicht auf der Suche nach Mitkämpfern durch Wien, erreicht Floridsdorf, passiert unbehelligt Posten der Sieger und versucht vergeblich, einen ehemaligen Mitkämpfer in dessen Wohnung zu sprechen. Der Mitkämpfer soll sich auf der Flucht in die „Tschechei“ befinden. Als Kroytner enttäuscht geht und die Gasse betritt, kann er das Lachen eines Postens der Heimwehr nicht ertragen. Er zieht die Pistole und schießt den Lacher über den Haufen. Drei andere Wachposten schlagen Kroytner den Schädel ein.
Hannes Johst aus Steyr wird von dem ortsansässigen Bastian Nuß erdrosselt
Der arbeitslose Heimwehrler Nuß, Vater von vier Kindern, erhält von dem Steyrer Kunsttischler Aloys Fischer Arbeit. Johst und Nuß kennen sich. Als sich beide zufällig auf der Straße begegnen – in Johsts Begleitung befinden sich andere Sozialdemokraten – wechselt der Schutzbündler Johst das Thema, redet von Privatem; erzählt von der Schwangerschaft seiner jungen Frau Martha. Als Nuß außer Hörweite ist, wird wieder Klartext mit dem Linzer Verbindungsmann Martin Ruppl geredet. Während des Aufstandes kommt Johst, Mitglied der Schutzbund-Leitung, nächtelang nicht nach Hause. Im Kampf, als die Minenwerfer heulen, verzagen die Genossen. Im Angesicht des Todes erscheinen sie als gealtert und fordern mit dem Jammer: „Wir verbluten“ Johst zur Weiterleitung des Rückzugsbefehls auf. Er solle auch mal an ihre Frauen und Kinder denken. Johst erwidert: „Es gibt auf der Welt Frauen und Kinder genug.“ Als der Vormarsch-Befehl kommt – Johst denkt nur an Vormarsch – wundert er sich; bedenkt bestürzt, dass andere Kämpfer auch noch an etwas anderes als an den Kampf denken. Später, auf der Flucht, zwingen ihn die Mitkämpfer dann doch zum Rückzug. Dabei wollte Johst nicht weiterleben. Nun muss er Martha aufsuchen. Die Schwangere wurde vom Gegner aus der Wohnung getrieben und geschlagen. Nuß meldet sich freiwillig, um für 200 Schilling Johst in der Gefängniszelle mit einer Hanfschnur zu erdrosseln. Johst stirbt aufrecht. Als sich Nuß nach dem Sieg der Heimwehr bei dem Tischlermeister Aloys Fischer zur Weiterarbeit zurückmeldet, wird er vom Hof gejagt. Der Meister sagt: „Schauens, Herr Nuß, es grault uns halt vor Ihnen.“ Auf dem Rückweg kommt Nuß eine schlagfertige Antwort zu spät in den Sinn: „Hättens lieber selbst gebaumelt?“ Einflussreiche Gönner vermitteln Nuß Arbeit in einer Linzer Stuhlfabrik. Die Familie Nuß erhält in Linz eine Wohnung und bekommt den Umzug gut bezahlt. Sie sei aus Wien zugezogen. Verschiedene Hilfsorganisationen wollen Marthas bevorstehende Niederkunft materiell unterstützen. Martha lehnt ab. Ihr Gesicht ist plötzlich schwarzgrau geworden. Als sie dann doch eine geringfügige Beihilfe von der Österreichischen Roten Hilfe annimmt, hält ihr ein ehemaliger Mitkämpfer Johsts vor, das wäre nicht nötig gewesen. Die Sozialdemokraten seien auch noch da. Anna Seghers beschreibt die Geburt: „… da hörten sie schon das Geschrei des neugeborenen Kindes. Über ihre Köpfe tönte es hinweg, über die nächtliche Stadt. In seinem unverhohlenen Schrecken über die Kälte der Welt, in seiner ungebrochenen Besessenheit, nicht eher ruhen zu wollen, als bis der Hunger gestillt ist, war er mit keinem anderen Schrei zu vergleichen, den der Mensch bis zu seiner Todesstunde ausstößt.“
Rudolf Bäranger  stirbt in Wien
Der 18-jährige Fritz Obrecht und der junge Rudolf Bäranger, beide im Schutzbund in den Wiener W.-A.-Kabelwerken unter dem Betriebsratsobmann Riedl sozialdemokratisch organisiert, sind unzertrennliche Freunde. Im Kampf, als es ans Sterben geht, kann Fritz den Tod des Freundes nicht fassen. Fritz sucht später mit Rudolfs Mutter auf dem Krematoriumsfriedhof nach den Februargräbern. Weder der Friedhofsaufseher noch der Gärtner wollen Bescheid wissen. Ein schwarzgekleideter Herr mit steifem Hut verfolgt die beiden Suchenden andauernd. Als die Besucher den Namen gefunden haben, buddelt Frau Bäranger hastig eine Topfpflanze ein und Franz zieht Rudolfs Mutter fort.
Der Grazer Kommunist Willaschek wird für zwölf Jahre inhaftiert
Der 21-jährige ehemalige Sozialdemokrat Willaschek ist mit dem jungen Sozialdemokraten Martin Holzer, dessen Vater und dem alten Weber vom Schutzbund auf Streife geschickt worden. Willaschek möchte gerne kämpfen, ist aber bei der Waffenausgabe wegen Unzuverlässigkeit leer ausgegangen. Als die vier unterwegs auf einen uniformierten Posten treffen, entreißt Willaschek dem alten Weber das Gewehr und erschießt den Bewaffneten. Der Schütze hat vor den Schranken der Siegerjustiz Glück im Unglück. Er ist nicht des Mordes angeklagt worden. Martin Holzer kommt mit einem Jahr, Weber mit zwei und der alte Holzer mit vier Jahren Haft davon.

## Wallisch
In dem Roman kommen in Graz „auch der Wallisch und seine Frau“ ganz am Rande mit vor. Später redet ein anonymes Bergbauern-Ehepaar, das einsam oberhalb des Brucktals wohnt, einmal kurz abfällig von dem Kämpfer. Im Juliheft 1934 der „Neuen deutschen Blätter“ hat Anna Seghers mit „Der letzte Weg des Koloman Wallisch“ eine Erzählung über den im Februar 1934 erhenkten Schutzbündler veröffentlicht. Die Autorin hatte Teile Österreichs im Frühjahr 1934 solo erwandert und Paula Wallischs Veröffentlichung (siehe unten) als Quelle mitbenutzt.
Zehn Wochen nach jenem 19. Februar 1934, an dem Wallisch in Leoben hingerichtet worden war, macht sich Anna Seghers auf zu einer Eisenbahnfahrt von Graz nach Bruck an der Mur, kauft sich eine Karte von der Obersteiermark und begibt sich per pedes auf den letzten Weg Wallischs. 5000 Schilling waren auf seinen Kopf gesetzt gewesen. Der Verräter hatte am 17. Februar einen Taxichauffeur nach Oberaich bestellt.

## Zitat
- „Die Angeklagten von heute werden die Richter von morgen sein.“[11]

## Form und Interpretation
Bei der Verfolgung der alternierend präsentierten Handlungsstränge aus den Zentren des Kampfes – hauptsächlich in Linz, Graz, Steyr und Wien – kann der Leser den Überblick verlieren. Zum einen wechseln die meist kurzen Sequenzen ziemlich oft einander ab. Zum anderen verursacht die Vielzahl der eingeführten Nebenfiguren eine gewisse Desorientierung.
Bei Anna Seghers kämpft die 1933 von Dollfuß verbotene KPÖ illegal an der Seite der Sozialdemokraten mit. Meistens ist nicht klar, ob der jeweilige Kämpfer Sozialdemokrat oder Kommunist ist. Es wird ja nur von „Genosse“ gesprochen. Mitunter ist allerdings die Unterscheidung durch detektivische Kleinarbeit möglich. Zum Beispiel ist der oben erwähnte junge Genosse Fritz ein Sozialdemokrat, weil er sagt: „Ich bin gar nicht dafür, … daß wir … geschlossen zur KP hinübermarschieren.“
Politisiert wird in dem Roman im Übermaß. Vom „Glauben an die Partei“, von Stalin und Hitler ist die Rede. Allerdings wird immer einmal eine Begebenheit eingestreut; zum Beispiel die des Floridsdorfer Gemeinderates Wöllner. Als Schutzbündler verdächtigt, wird er des Morgens aus dem Bett geholt und mit Haftbefehl dem Kommissar vorgeführt. Der „Kriminale“ schlägt ihn auf den Mund. Faustschläge auf die Schläfen folgen. Oder Herbst, der Direktor der Steyrwerke, wird beim Verlassen der Werke aus dem Hinterhalt erschossen. Trotz des ernsten Themas bietet Anna Seghers auch eine heitere Geschichte. Schutzbündler stellen einfach ein Maschinengewehr in dem auf Hochglanz polierten Wohnzimmer der Frau Kamptschik in Sandleiten auf. Der Gatte ist abwesend. Nur das Kleinkind ist noch da. Zunächst will die auf Sauberkeit bedachte Hausfrau die Krieger samt Munitionskisten hinauswerfen. Schließlich bewirtet die Frau die Männer. Auch das Sterben der Gegenseite, das eines jungen Polizisten, wird gestreift: „Warum hatte er Schmerzen? Er hatte doch keinen Leib mehr. Warum hatte er Gedanken? Er hatte doch keine Zeit mehr. Er verendete … Warum gerade er, … ? Warum gerade jetzt schon, … ? … Warum gerade hier … ? Warum, wofür und für wen? Er suchte Gott zu erwischen, der aber verfloß behend mit seinem eigenen Blut.“

## Rezeption
- Der Text sei nicht vordergründig politisch wie bei manch anderem kommunistischen Autor.[16] Stoffbedingt habe der Roman dokumentarischen Charakter.[17] Die übertrieben eingesetzte „vielsträngige Komposition“ behindere die Übersicht.[18] Über das Erlebnis der Niederlage hinaus artikuliere Anna Seghers am Romanende an mehreren Stellen ihre Hoffnung auf den Sieg der Proletarier.[19] Augenscheinlich gehe es der deutschen Autorin nicht so sehr um Österreich als vielmehr um die Differenzen zwischen SPD und KPD.[20] Wie stets in ihren Texten, vergäße auch hier Anna Seghers neben den Proleten die Intellektuellen nicht. Schrade[21] weist auf das Gespräch Dr. Karlingers mit Dr. Bildt[22] hin.
- 1975, Sigrid Bock: „Wirklichkeitsanalyse und Realismusgewinn. Zu Anna Seghers´ Roman Der Weg durch den Februar“[23]

### Textausgaben
Erstausgabe
- Der Weg durch den Februar. Roman. Editions du Carrefour, Paris 1935, Leinen. Vorderteil des Originalumschlages mit einer Photomontage von John Heartfield.

Verwendete Ausgabe
- Der Weg durch den Februar. Roman. S. 171–410 in: Anna Seghers: Der Kopflohn. Der Weg durch den Februar. Band II der Gesammelten Werke in Einzelausgaben. 410 Seiten. Aufbau-Verlag GmbH, Berlin 1952

Aktuelle Ausgabe
- Der Weg durch den Februar. Roman. Marsyas in der Edition Atelier, Wien 2024

### Sekundärliteratur
- Paula Wallisch: Ein Held stirbt. Hrsg.: Deutsche sozialdemokratische Arbeiterpartei in der Tschechoslowakischen Republik, Karlsbad 1934, Leinen, 246 Seiten mit Fotos
- Heinz Neugebauer: Anna Seghers. Leben und Werk. Mit Abbildungen (Wissenschaftliche Mitarbeit: Irmgard Neugebauer, Redaktionsschluss 20. September 1977). 238 Seiten. Reihe „Schriftsteller der Gegenwart“ (Hrsg. Kurt Böttcher). Volk und Wissen, Berlin 1980, ohne ISBN
- Kurt Batt: Anna Seghers. Versuch über Entwicklung und Werke. Mit Abbildungen. 283 Seiten. Reclam, Leipzig 1973 (2. Aufl. 1980). Lizenzgeber: Röderberg, Frankfurt am Main (Röderberg-Taschenbuch Band 15), ISBN 3-87682-470-2.
- Der letzte Weg des Koloman Wallisch. S. 191–207 und S. 365, 2. Eintrag von oben in: Anna Seghers: Erzählungen 1926–1944. Band IX der Gesammelten Werke in Einzelausgaben. 367 Seiten. Aufbau-Verlag Berlin 1981 (2. Aufl.), ohne ISBN
- Ute Brandes: Anna Seghers. Colloquium Verlag, Berlin 1992. Band 117 der Reihe „Köpfe des 20. Jahrhunderts“, ISBN 3-7678-0803-X.
- Andreas Schrade: Anna Seghers. Metzler, Stuttgart 1993 (Sammlung Metzler Band 275 (Autoren und Autorinnen)), ISBN 3-476-10275-0.
- Sonja Hilzinger: Anna Seghers. Mit 12 Abbildungen. Reihe Literaturstudium. Reclam, Stuttgart 2000, RUB 17623, ISBN 3-15-017623-9.